# شو جياو
شو جياو (بالصينية: 徐嬌) هي ممثلة صينية، ولدت في 5 أغسطس 1997 بنينغبو في الصين. من الجوائز التي نالتها جائزة أفلام هونغ كونغ لأفضل ممثل صاعد ‏ سنة 2009.

## أعمال

### أفلام
- (2013) مستر جو

## جوائز وترشيحات
جوائز
- جائزة أفلام هونغ كونغ لأفضل ممثل صاعد [الإنجليزية]‏ (2009)

ترشيحات
- Asian Film Award for Best Newcomer [الإنجليزية]‏ (2008)

## وصلات خارجية
- شو جياو على موقع IMDb (الإنجليزية)
- شو جياو على موقع ألو سيني (الفرنسية)
- شو جياو على موقع أول موفي (الإنجليزية)
- شو جياو على موقع قاعدة بيانات الفيلم (الإنجليزية)
- شو جياو على موقع كينوبويسك (الروسية)